# Simon Laner
Simon Laner (Merano, 28 gennaio 1984) è un calciatore italiano, di ruolo centrocampista, svincolato.

## Caratteristiche tecniche
Interno di centrocampo, può giocare anche come esterno destro o sinistro.

## Carriera

### Club
Cresce nelle giovanili di Virtus Don Bosco e Verona, esordendo in prima squadra con gli scaligeri nella stagione 2002-2003. Sempre nel 2003 vince il Campionato Europeo con la nazionale U-19. Le tre stagioni successive viene mandato in prestito in C2 prima alla Carrarese (23 presenze) e poi per due anni al Castelnuovo Garfagnana (57 presenze e 7 gol). Dopo una breve permanenza alla casa madre, nel gennaio 2007 viene girato nuovamente in prestito alla Sanremese per sei mesi (13 presenze e 4 reti).
Svincolato nel 2007, si accasa alla Pro Sesto e nella prima stagione raccoglie 27 presenze con 2 reti. 
Nel 2008-2009 gioca nell'AlbinoLeffe e dove rimane anche la stagione successiva dopo essere stato riscattato per intero alle buste dalla squadra bergamasca, in totale gioca 64 partite e realizzando 12 reti.
Nell'agosto 2010 passa al Cagliari con la formula della compartecipazione. Esordisce in Serie A il 29 agosto 2010, giocando in Palermo-Cagliari (0-0). Nell'estate 2011 il Cagliari decide di non riscattare il cartellino del giocatore, e Simon torna ad essere un giocatore dell'AlbinoLeffe.
A cinque anni di distanza, nel luglio del 2012 torna a indossare la maglia del Verona con la formula del prestito con diritto di riscatto della comproprietà. Con gli scaligeri conquista la promozione in Serie A convincendo la società a riscattare la comproprietà del cartellino dall'Albinoleffe.
In Serie A giocherà solo quattro partite per poi passare il 31 gennaio 2014 al Novara in prestito dove colleziona in totale 7 presenze. Il 26 agosto 2014 passa sempre in prestito al Carpi dove conquisterà la sua seconda promozione in serie A. Il 18 aprile 2015 fa il suo debutto stagionale con la maglia del Carpi nella partita contro il Brescia.
Il 25 agosto 2015 viene ceduto in prestito agli svizzeri del Chiasso, dove in 19 presenze segna 4 gol.
Nell'estate 2016 ritorna al club scaligero per poi essere girato in prestito al Modena in Lega Pro. Il 12 novembre 2016 segna il suo primo gol con la casacca dei canarini sul campo del Forlí.
Nel giugno 2017 torna al Verona in serie A ed è confermato come giocatore bandiera; il 3 ottobre successivo rinnova fino al 30 giugno 2019.
L'8 agosto 2018, dopo non avere disputato alcuna partita, rescinde il proprio contratto con la società scaligera. Nel settembre 2018 si accasa all'Adrense in Serie D. Rimasto svincolato, nell'agosto 2019 fa ritorno nuovamente nella società bresciana.

### Nazionale
Ha giocato nelle nazionali giovanili Under-18, Under-19 ed Under-20; con l'Under-19 nel 2003 ha vinto gli Europei di categoria.

## Statistiche

### Presenze e reti nei club
Statistiche aggiornate al 26 agosto 2023.
| Stagione           | Squadra            | Campionato         | Campionato | Campionato | Coppe nazionali | Coppe nazionali | Coppe nazionali | Coppe continentali | Coppe continentali | Coppe continentali | Altre coppe | Altre coppe | Altre coppe | Totale | Totale |
| Stagione           | Squadra            | Comp               | Pres       | Reti       | Comp            | Pres            | Reti            | Comp               | Pres               | Reti               | Comp        | Pres        | Reti        | Pres   | Reti   |
| ------------------ | ------------------ | ------------------ | ---------- | ---------- | --------------- | --------------- | --------------- | ------------------ | ------------------ | ------------------ | ----------- | ----------- | ----------- | ------ | ------ |
| 2002-2003          | Verona             | B                  | 7          | 0          | CI              | 2               | 0               | -                  | -                  | -                  | -           | -           | -           | 9      | 0      |
| 2003-2004          | Carrarese          | C2                 | 23+1       | 0          | CI-C            | 0               | 0               | -                  | -                  | -                  | -           | -           | -           | 24     | 1      |
| 2004-2005          | Castelnuovo        | C2                 | 33         | 4          | CI              | 0               | 0               | -                  | -                  | -                  | -           | -           | -           | 33     | 4      |
| 2005-2006          | Castelnuovo        | C2                 | 24         | 3          | CI              | 0               | 0               | -                  | -                  | -                  | -           | -           | -           | 24     | 3      |
| Totale Castelnuovo | Totale Castelnuovo | Totale Castelnuovo | 57         | 7          |                 | 0               | 0               |                    | -                  | -                  |             | -           | -           | 57     | 7      |
| 2006-2007          | Sanremese          | C2                 | 13         | 4          | CI              | 0               | 0               | -                  | -                  | -                  | -           | -           | -           | 13     | 4      |
| 2007-2008          | Pro Sesto          | C1                 | 27         | 2          | CI              | 0               | 0               | -                  | -                  | -                  | -           | -           | -           | 27     | 2      |
| 2008-2009          | AlbinoLeffe        | B                  | 32         | 6          | CI              | 2               | 0               | -                  | -                  | -                  | -           | -           | -           | 34     | 6      |
| 2009-2010          | AlbinoLeffe        | B                  | 32         | 6          | CI              | 1               | 0               | -                  | -                  | -                  | -           | -           | -           | 33     | 6      |
| 2010-2011          | Cagliari           | A                  | 18         | 0          | CI              | 2               | 0               | -                  | -                  | -                  | -           | -           | -           | 20     | 0      |
| 2011-2012          | AlbinoLeffe        | B                  | 37         | 5          | CI              | 2               | 1               | -                  | -                  | -                  | -           | -           | -           | 38     | 6      |
| Totale AlbinoLeffe | Totale AlbinoLeffe | Totale AlbinoLeffe | 101        | 17         |                 | 5               | 1               |                    | -                  | -                  |             | -           | -           | 106    | 18     |
| 2012-2013          | Verona             | B                  | 28         | 2          | CI              | 2               | 0               | -                  | -                  | -                  | -           | -           | -           | 30     | 2      |
| 2013-gen. 2014     | Verona             | A                  | 4          | 0          | CI              | 1               | 0               | -                  | -                  | -                  | -           | -           | -           | 5      | 0      |
| gen.-giu. 2014     | Novara             | B                  | 7          | 0          | CI              | 0               | 0               | -                  | -                  | -                  | -           | -           | -           | 7      | 0      |
| 2014-2015          | Carpi              | B                  | 1          | 0          | CI              | 0               | 0               | -                  | -                  | -                  | -           | -           | -           | 1      | 0      |
| 2015-2016          | Chiasso            | CL                 | 19         | 4          | CS              | 0               | 0               | -                  | -                  | -                  | -           | -           | -           | 19     | 4      |
| 2016-2017          | Modena             | LP                 | 21         | 2          | CI+CI-LP        | 0+0             | 0               | -                  | -                  | -                  | -           | -           | -           | 21     | 2      |
| 2017-2018          | Verona             | A                  | 0          | 0          | CI              | 0               | 0               | -                  | -                  | -                  | -           | -           | -           | 0      | 0      |
| Totale Verona      | Totale Verona      | Totale Verona      | 39         | 2          |                 | 5               | 0               |                    | -                  | -                  |             | -           | -           | 44     | 2      |
| 2018-2019          | Adrense            | D                  | 22         | 7          | CI-D            | 0+0             | 0               | -                  | -                  | -                  | -           | -           | -           | 9      | 3      |
| 2019-2020          | Franciacorta       | D                  | 16         | 5          | CI-D            | 1               | 1               | -                  | -                  | -                  | -           | -           | -           | 17     | 6      |
| 2020-2021          | Crema              | D                  | 20+1       | 5+1        | -               | -               | -               | -                  | -                  | -                  | -           | -           | -           | 21     | 6      |
| Totale carriera    | Totale carriera    | Totale carriera    | 370+2      | 56+1       |                 | 13              | 2               |                    | -                  | -                  |             | -           | -           | 385    | 59     |

## Palmarès

### Club
- Campionato italiano di Serie B: 2

Verona: 2012-2013
Carpi: 2014-2015

### Nazionale
- Campionato d'Europa Under-19: 1

Liechtenstein 2003